# Rudolf alla ricerca della felicità
Rudolf alla ricerca della felicità (ルドルフとイッパイアッテナ?, Rudorufu to ippai attena) è un film d'animazione giapponese in computer grafica del 2016, diretto da Kunihiko Yuyama e Motonori Sakakibara.

## Trama
Rudolf è un piccolo gatto nero domestico della cittadina di Gifu (nella regione di Chūbu, al centro del Giappone) che non ha mai lasciato la sua casa, accudito dalla bambina Rie, la sua proprietaria. Quando la madre di Rie le chiede di andare a trovare la nonna per portarle da mangiare, Rudolf segue Rie fuori di casa nel desiderio di conoscere il mondo esterno. Ma quando Rudolf si imbatte in un pescivendolo, scappando e finendo nel rimorchio di un camion, viene steso da una scopa lanciata dal pescivendolo. Quando Rudolf si sveglia ed esce dal rimorchio per esplorare, incontra Gottalot, un grosso gatto di strada con la coda, che lascia dormire Rudolf sotto un tempio. La mattina dopo, Gottalot e Rudolf attraversano la città e Rudolf scopre che a Gottalot sono stati dati molti nomi dalle persone che ha incontrato, ma quando chiede a Gottalot se è un gatto domestico, questi se ne va stizzito. Poco dopo, Rudolf incontra un altro gatto di nome Buchi, che ha l'abitudine di imitare le mosse delle arti marziali e di urlare Hyah, il quale racconta a Rudolf che Gottalot era conosciuto come la Tigre spazzatura. Racconta inoltre a Rudolf di un cane pericoloso di nome Devil. Mentre Buchi si offre di far girare Rudolf per casa sua, spiega la lotta di Gottalot contro un dobermann, che minaccia di strappargli l'orecchio se torna. Buchi interrompe la storia quando vede una bella gatta siamese e la insegue, salutando però Rudolf.
Tornato al tempio, Gottalot, dopo aver appreso che Buchi ha raccontato a Rudolf del suo passato, spiega che accanto alla casa di Devil viveva il suo padrone, finché non è andato negli Stati Uniti d'America, abbandonandolo; ma gli aveva insegnato una cosa, la capacità di leggere. Dopo che Gottalot e Rudolf incontrano Devil, Gottalot spiega che da quando è diventato un randagio, Devil lo guarda dall'alto in basso. Dopo essersi incontrati con Buchi, Gottalot e Rudolf si infiltrano nella scuola ed entrano in un'aula, dove Rudolf e Buchi si incuriosiscono dei libri, incoraggiando Rudolf a imparare a leggere, mentre Gottalot dice che Rudolf dovrà anche imparare a scrivere. I giorni passano, mentre Rudolf impara a leggere, scrivere e capire i caratteri giapponesi. Un giorno, mentre uno degli insegnanti guarda la televisione, Rudolf vede la sua città natale, Gifu, nota per le funivie e i castelli; pur sapendo che Gifu dista più di cento chilometri, Rudolf decide di trovare un modo per tornare a casa, salendo su un camion diretto a Gifu, ma quello in cui entra è un camion frigorifero. Gottalot e Buchi inseguono il camion e recuperano Rudolf (congelato in un piccolo blocco di ghiaccio) e lo liberano, ma Gottalot rimprovera Rudolf per essere quasi morto congelato.
Arriva l'autunno e, quando appare un manifesto che parla di un autobus turistico per Gifu, Rudolf e Gottalot chiedono a Buchi, che si lascia sedurre da un gatto Scottish Fold di nome Misha, che dice loro che l'autobus arriverà il 10 novembre alle 6:30 del mattino. Più tardi, nel corso della giornata, Gottalot viene ferito da Devil. Rudolf dice a Buchi di sorvegliare Gottalot, mentre avverte l'insegnante della scuola e lo conduce da Gottalot; l'insegnante dice che Gottalot è ancora vivo e porta il gatto ferito da un dottore per le cure mediche. Buchi spiega a Rudolf come Gottalot si è ferito. Il maestro dice poi ai gatti che Gottalot resterà con lui perché avrà bisogno di riposare per 2 settimane. Nella casa del maestro, Gottalot si scusa per aver fatto preoccupare Rudolf, che lo ringrazia per aver vegliato su di lui e lo saluta. Rudolf affronta poi Devil in un combattimento e, nonostante Devil sia in vantaggio, Rudolf (grazie alla finta di Buchi) batte Devil. Ma poiché Devil non sa nuotare, chiede aiuto. Rudolf e Buchi gli fanno giurare che non farà mai più il prepotente con nessun gatto, cosa che Devil accetta. Rudolf torna da Gottalot, che dice che l'autobus turistico è partito, quindi non tornerà a Gifu. Con il passare dei mesi, Gottalot si è ripreso completamente, ma non esce molto. In primavera, Buchi e Misha escono insieme e Devil, dopo aver litigato, si calma e spiega che prima che il proprietario di Gottalot si trasferisse, Gottalot e Devil erano buoni amici, ma si sono lasciati quando Gottalot è diventato un randagio. Devil chiede a Rudolf di dare il suo cibo a Gottalot in segno di scusa. In seguito, Gottalot aiuta Rudolf a conoscere le targhe delle automobili, che indicano la loro provenienza, insieme a un testo in cinese. Una sera, Gottalot spiega che andrà negli Stati Uniti, sconvolgendo tutti, poiché il proprietario di Gottalot non tornerà a casa sua perché la stanno ristrutturando.
Il giorno dopo, Rudolf saluta Gottalot, Buchi e Misha mentre il camion su cui è attualmente a bordo si dirige verso diverse prefetture, passando da un camion all'altro. nonostante uno dei camion abbia bucato, riesce a tornare a casa, ma quando entra in casa, con grande sorpresa, scopre un altro gattino nero che si dà il caso sia il fratello minore di Rudolf, che ha vissuto nella casa un anno dopo che Rudolf se ne era andato. Sapendo che la famiglia non può avere più di un gatto, Rudolf se ne va e torna a Tokyo. al ritorno a Tokyo, Rudolf vede Buchi e Misha e dice che ha deciso di rimanere a Tokyo. Poi vede Gottalot, che dice di essere partito, ma che è tornato il suo vecchio padrone che ha fatto molti soldi in America dopo aver venduto la sua attività. Più tardi, la sera, Gottalot, Buchi, Misha e Rudolf (ribattezzato Corvo) insieme ad alcuni gatti randagi cenano. Imparano anche che Devil sa nuotare. Mentre gli altri gatti si divertono, Gottalot e Corvo guardano il cielo notturno e guardano al futuro.

## Distribuzione
È stato distribuito nelle sale cinematografiche giapponesi da Toho il 6 agosto 2016. In Italia è uscito il 15 marzo 2018 distribuito da Mediterranea Productions.

## Accoglienza
Il film si è posizionato al 5º posto nel box office giapponese nel weekend di apertura, con 147 179 biglietti venduti e un incasso di oltre 187,3 milioni di yen.